# Yaxham
Yaxham is een civil parish in het bestuurlijke gebied Breckland, in het Engelse graafschap Norfolk met 772 inwoners.